# Joaquín Pombo
Joaquín Pombo Steinberger (Lanús, Argentina; 18 de marzo de 2001) es un futbolista argentino. Juega de defensa y su equipo actual es Banfield de la Liga Profesional de Fútbol.

## Trayectoria
Pombo debutó en el primer equipo del Arsenal el 16 de abril de 2022 en el empate 3-3 ante Central Córdoba (SdE).
En 2024 se confirmó su transferencia al Independiente del Valle de la Serie A de Ecuador por cuatro temporadas.

## Estadísticas

### Clubes
Actualizado al último partido disputado el 19 de octubre de 2024.
| Club                              | Div.          | Temporada     | Liga  | Liga  | Copas nacionales | Copas nacionales | Copas internacionales | Copas internacionales | Total | Total |
| Club                              | Div.          | Temporada     | Part. | Goles | Part.            | Goles            | Part.                 | Goles                 | Part. | Goles |
| --------------------------------- | ------------- | ------------- | ----- | ----- | ---------------- | ---------------- | --------------------- | --------------------- | ----- | ----- |
| Arsenal Argentina                 | 1.ª           | 2020-21       | 0     | 0     | 0                | 0                | 0                     | 0                     | 0     | 0     |
| Arsenal Argentina                 | 1.ª           | 2021          | 0     | 0     | 0                | 0                | 0                     | 0                     | 0     | 0     |
| Arsenal Argentina                 | 1.ª           | 2022          | 9     | 0     | 0                | 0                | 0                     | 0                     | 9     | 0     |
| Arsenal Argentina                 | 1.ª           | 2023          | 34    | 1     | 1                | 0                | 0                     | 0                     | 35    | 1     |
| Arsenal Argentina                 | Total club    | Total club    | 43    | 1     | 1                | 0                | 0                     | 0                     | 44    | 1     |
| Independiente del Valle · Ecuador | 1.ª           | 2024          | 10    | 0     | 1                | 0                | 0                     | 0                     | 11    | 0     |
| Independiente del Valle · Ecuador | Total club    | Total club    | 10    | 0     | 1                | 0                | 0                     | 0                     | 11    | 0     |
| Total carrera                     | Total carrera | Total carrera | 53    | 1     | 2                | 0                | 0                     | 0                     | 55    | 1     |
| 1.                                |               |               |       |       |                  |                  |                       |                       |       |       |